# Pin's
Pour les articles homonymes, voir Pin.

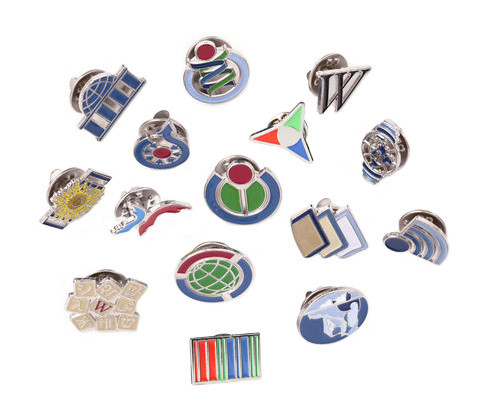
Des épinglettes représentant différents projets de la Wikimedia Foundation.

Le pin's ou épinglette est un petit insigne, le plus souvent métallique, qui se fixe sur un vêtement.
Attaché à la boutonnière d'une veste, le pin's sert de signe distinctif, symbolisant alors une appartenance, un logo ou la commémoration d'un événement. L'objet peut être simplement décoratif, s'apparentant alors à une broche.
Le pin's a été encouragé par une production publicitaire intense dans les années 1980-90, devenant un objet de collection.

## Étymologie et variantes linguistiques
Le mot « pin’s » est un faux anglicisme formé à partir du mot anglais pin qui signifie « épingle », « punaise », « cheville » ou « goupille » et du suffixe ’s qui note le génitif ; le mot anglais est en réalité lapel pin (au singulier).

## Historique
|                                                                              |  |                                                                                                 |
| Revers de la citation de l'unité présidentielle de la République du Vietnam. |  | Attaches papillons femelles pour appliquer des pin's ou des objets analogues sur des vêtements. |

L'épinglette, contrairement au badge qui avait eu son moment de popularité dans les années 1970, se fixe presque à la manière d'une broche à l'aide d'un pic qui traverse le tissu et est bloqué à l'arrière par un « papillon ». C'est ce mode de fixation rapide, qui a contribué à la popularité soudaine de ce petit accessoire qui existait depuis la Première Guerre mondiale.[réf. souhaitée]
Le mot « pin » a sans doute été francisé et mis au pluriel par les pilotes français : en effet, la Société de production des aéroplanes Deperdussin (SPAD), construisant sous licence les chasseurs de cet avionneur français, exigeait que les pilotes de ses appareils soient formés sur chaque nouveau type d'avion avant de pouvoir en piloter un au sein d'une unité de combat. À l'issue du stage de formation, les pilotes recevaient une épinglette représentant l'appareil sur lequel ils venaient d'être formés, prouvant ainsi leur capacité à utiliser le nouvel avion au sein d'une unité combattante[réf. nécessaire].

## Le phénomène en France

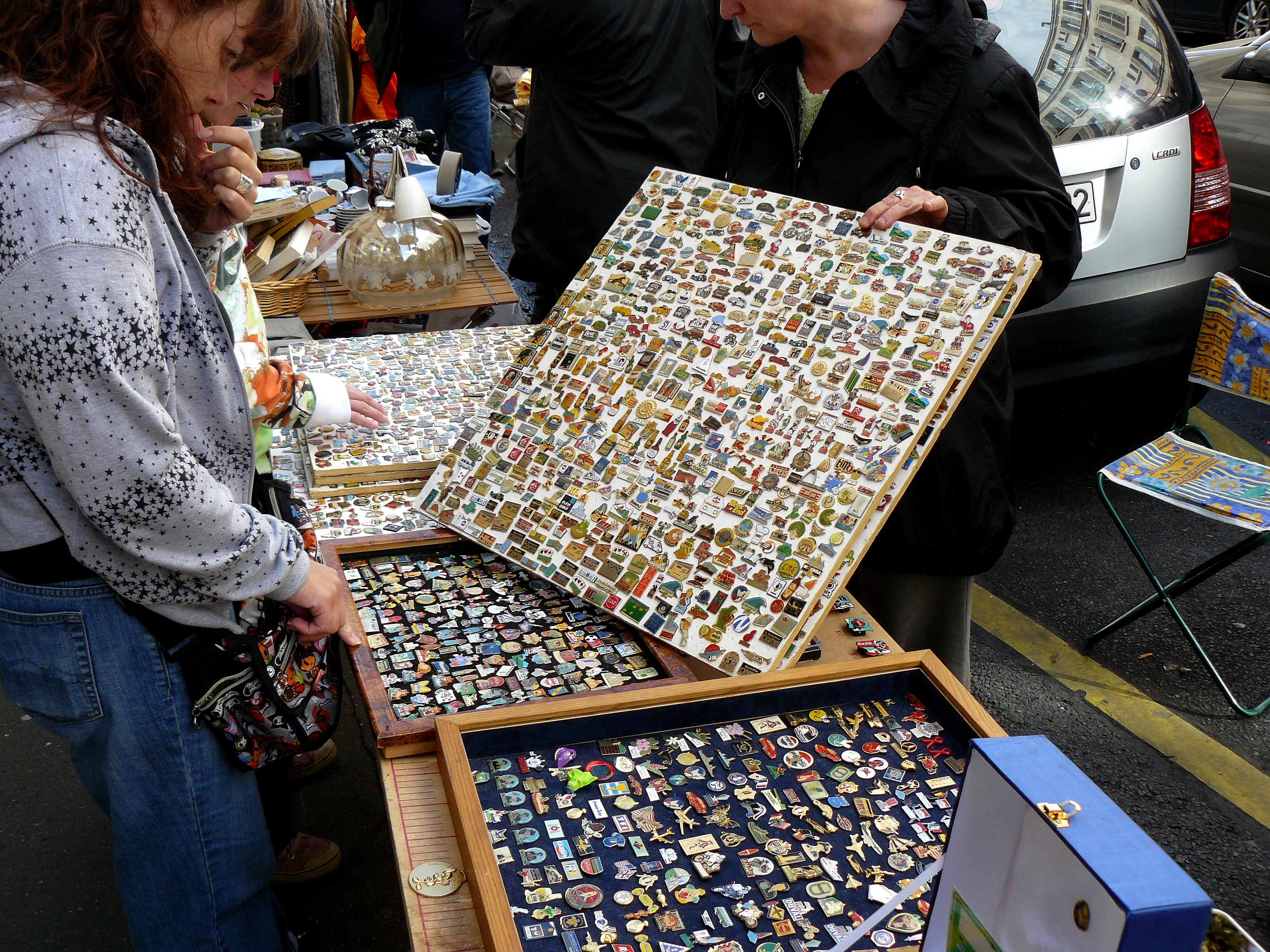
Un vendeur de pin's lors d'un vide-grenier parisien (2009).

Une tentative de pin's publicitaire avait été faite en 1956 par la nouvelle station de radio Europe no 1, l'épinglette représentait un petit « 1 », mais la quantité distribuée était trop faible pour créer un mouvement important.[réf. souhaitée]
C'est la médiatisation des épinglettes du tournoi de tennis de Roland Garros en 1987 qui lance la mode.
La mode du pin's essaime ensuite parmi les marques commerciales et, à côté des épinglettes commémoratives comme celles des Jeux olympiques d'hiver de 1992 d'Albertville, un grand nombre d'épinglettes publicitaires sont mises sur le marché, gagnées ou données, et souvent collectionnées par les amateurs.[réf. souhaitée]
Au début des années 1990, à l'apogée du phénomène, des bourses d'échanges se créent, des livres et catalogues traitent du sujet ; le prix des épinglettes rares atteignent alors des sommets.[réf. souhaitée]
Seuls quelques passionnés, appelés « philopins » ou « philopinistes », continuent encore cette collection avec des thèmes définis.

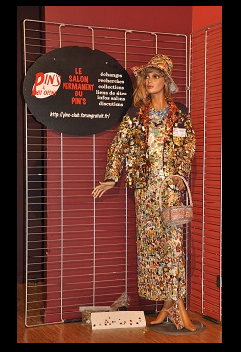
Mannequin habillé au salon national du pin's de 2013.

En 2003, se tient pour la première fois un salon international sur le pin's à Louviers dans l'Eure), ce qui montre que l'épinglette attire encore un certain public. La cinquième édition, organisée le 7 octobre 2007, a célébré les vingt ans du pin's.[réf. souhaitée]
Avec l'arrivée d'Internet, les collectionneurs trouvent un support idéal pour partager leur collection. De nombreux sites de vente ou d'échange d'épinglettes voient le jour, tels que Delcampe, avec des forums consacrés à ce type de collection. Aussi, le nombre de collectionneurs a fortement augmenté, au point qu'après l'abandon du salon de Louviers, de nouveaux salons d'épinglettes voient le jour en France.[réf. souhaitée]
Depuis 2011, la ville de Saint-Amand-Montrond dans le Cher accueille le salon national du pin's ou des épinglettes. Lors de l'édition 2013, un mannequin habillé de plusieurs milliers d'épinglettes (la « philopine ») a été présenté au public. La 7e édition a eu lieu le 8 octobre 2017.[réf. souhaitée]
Deux autres salons connus des collectionneurs se déroulent chaque année : l'un à Champeaux en Seine-et-Marne) et l'autre à Warmeriville dans la Marne).[réf. souhaitée]
L'industriel français Pierre Gattaz, quand il était président du MEDEF, arborait lors de ses fonctions un pin's symbolisant la promesse, qu'il revendiquait, de créer « 1 million d'emplois » grâce aux entreprises françaises (promesse non tenue). Il sera rapidement découvert que ce pin's avait été produit en République tchèque.

## Fabricants
L'épinglette pré-existait dans le domaine de l'insigne militaire, ce sont donc des fabricants de médailles et d'insignes civils et militaires qui se sont convertis très vite à ce support publicitaire, la plus connue étant la maison Arthus-Bertrand dont les épinglettes, édités pour le tournoi de Roland-Garros, ont entraîné la vogue de la collection.[réf. souhaitée]
D'autres fabricants, comme Corner-Coinderoux et Démons & Merveilles furent précurseurs en axant leurs premières productions sur la bande dessinée pour une vente en librairies spécialisées. Mais Roland-Garros est bien à l'origine de l'engouement populaire généralisé que connut la période 1989-1993, le phénomène s'étant peu à peu essoufflé par l'inflation et la prolifération de fabrications de pin's de mauvaise qualité.[réf. souhaitée]

## Tradition des pin's olympique

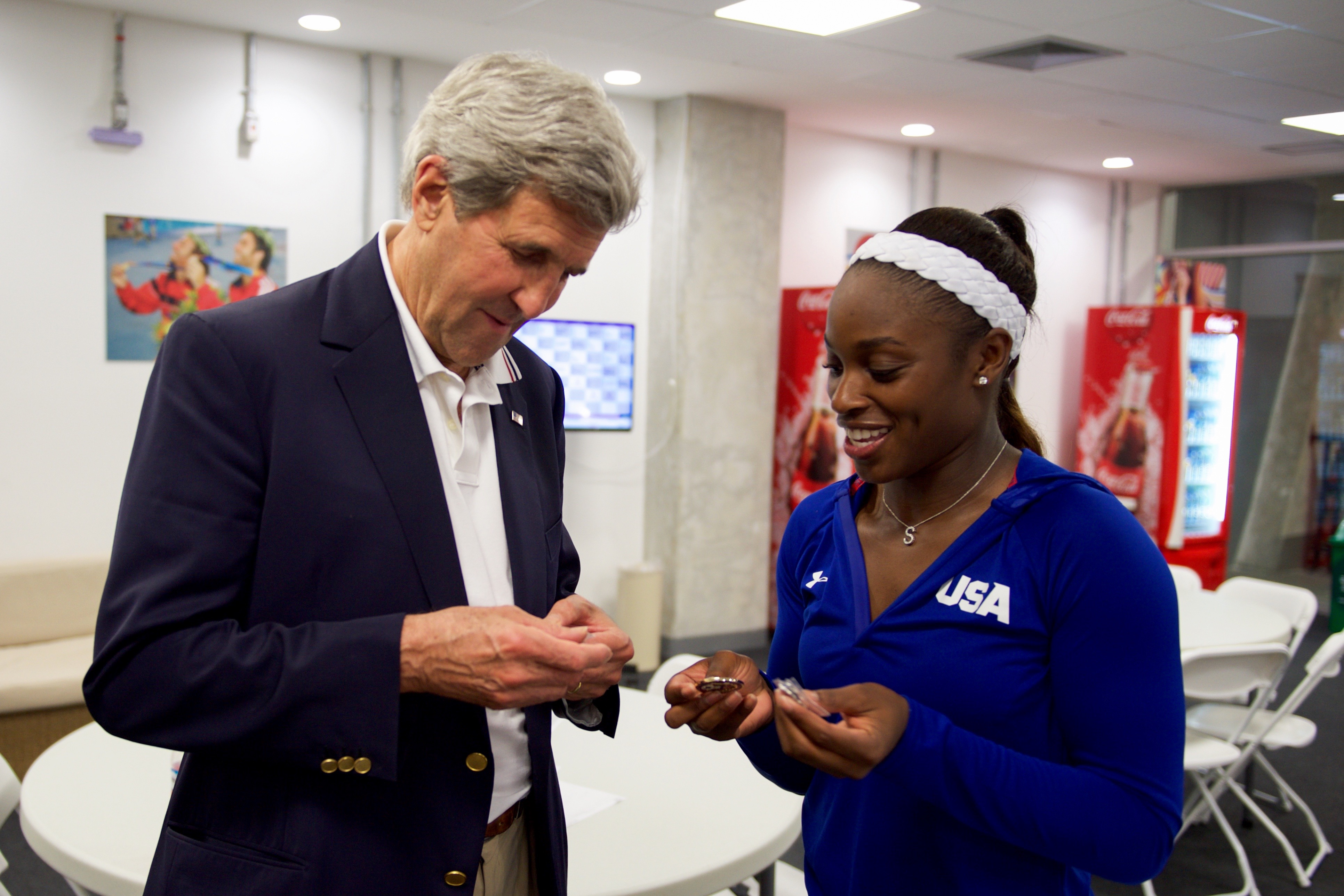
échange de pin's olympique

Lors de chaque Jeux olympiques, chaque athlète se voit donner par sa délégation des pin's à l'effigie de son pays. Tout au long de la complétion et dans le village olympique des échanges de pin's entre athlètes ont lieu. Chaque athlètes se retrouve donc à la fin avec des pin's de différents pays du monde en souvenirs.

## La qualité du pin's

### La catégorisation par l'usage
On peut distinguer quatre principales fonctions d'usage du pin’s :
- les pin's publicitaires qui sont diffusés par des entreprises promouvant leurs produits ou services ;
- les pin's événementiels de promotions de manifestations culturelles, sportives, associatives ;
- les pin’s d’embellissement à rapprocher des broches (exemple de thèmes : animaux, automobiles, fleurs, sports, villes, etc.) ;
- les pin’s d'appartenance ou de récompense s'apparentant aux insignes (exemples : logos institutionnels, militaria, etc.).

### Le type d'attache
Le pin's a d'abord été utilisé comme insigne militaire ou civil avec un dispositif empêchant généralement leur arrachage grâce à un pas de vis ou une épingle de sûreté.
Ensuite, les pin's se sont démocratisés dans les années 1990 notamment à cause de leur nouveau dispositif d'attache rapide du « papillon » sur la tige de la « punaise ». Mais cette attache papillon peut avoir les inconvénients d'irriter la peau avec ses pinces tranchantes et de s'arracher facilement.
Pour pallier le risque d'arrachage des attaches papillon, une ou plusieurs rainures peuvent être apposées sur la tige d'un pin’s. De plus, il existe également des « attaches à pompe » dites « de luxe » qui sont plus confortables et plus sûres. En effet, elles permettent de créer un appel d'air sur la tige de la punaise limitant fortement le risque de perte du pin's.
L'attache en plastique  présente l'avantage d'être plus légère et d'avoir un usage plus confortable lors de son port.

Enfin, il existe plusieurs dispositifs pour éviter que le pin’s pivote sur son axe tels que la fixation par deux accroches ou l'ajout d'une ou plusieurs dents d'ancrage solidarisant le pin's avec son support.
Certains pin's et insignes sont désormais dotés d'une ou plusieurs attaches magnétiques.

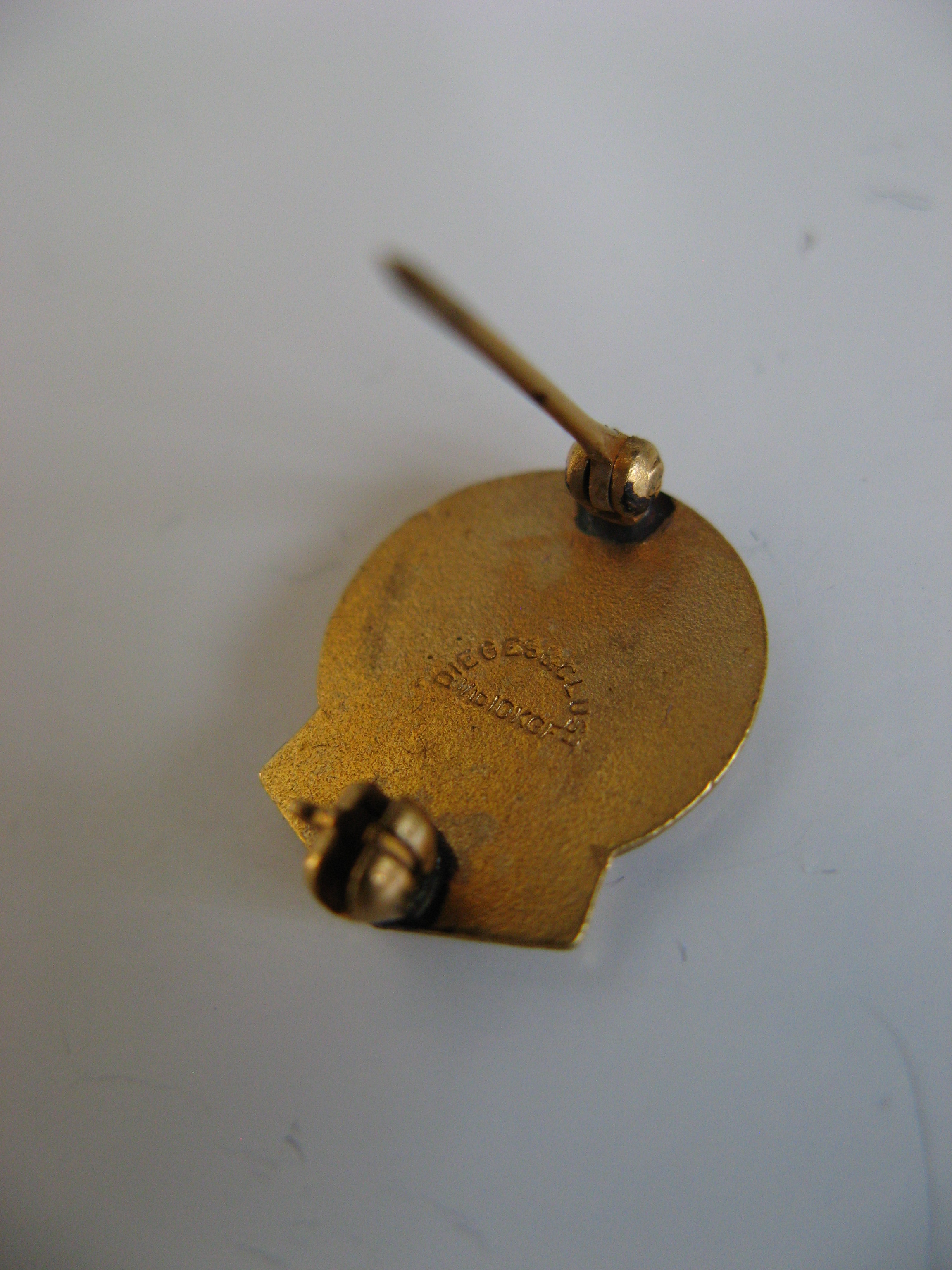
Attache par épingle.
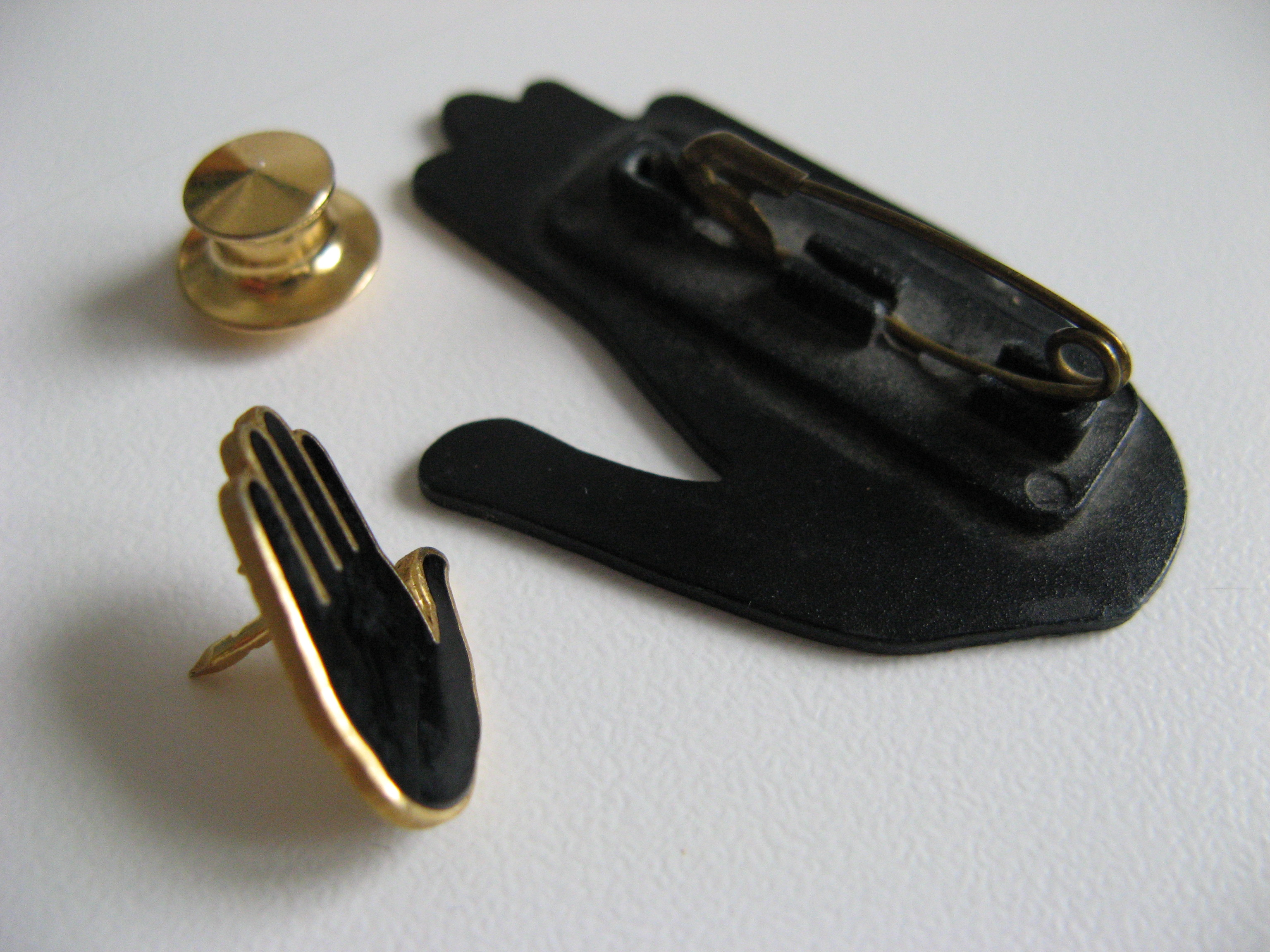
Dispositif d'une petite épingle de sûreté clippée sur le badge.
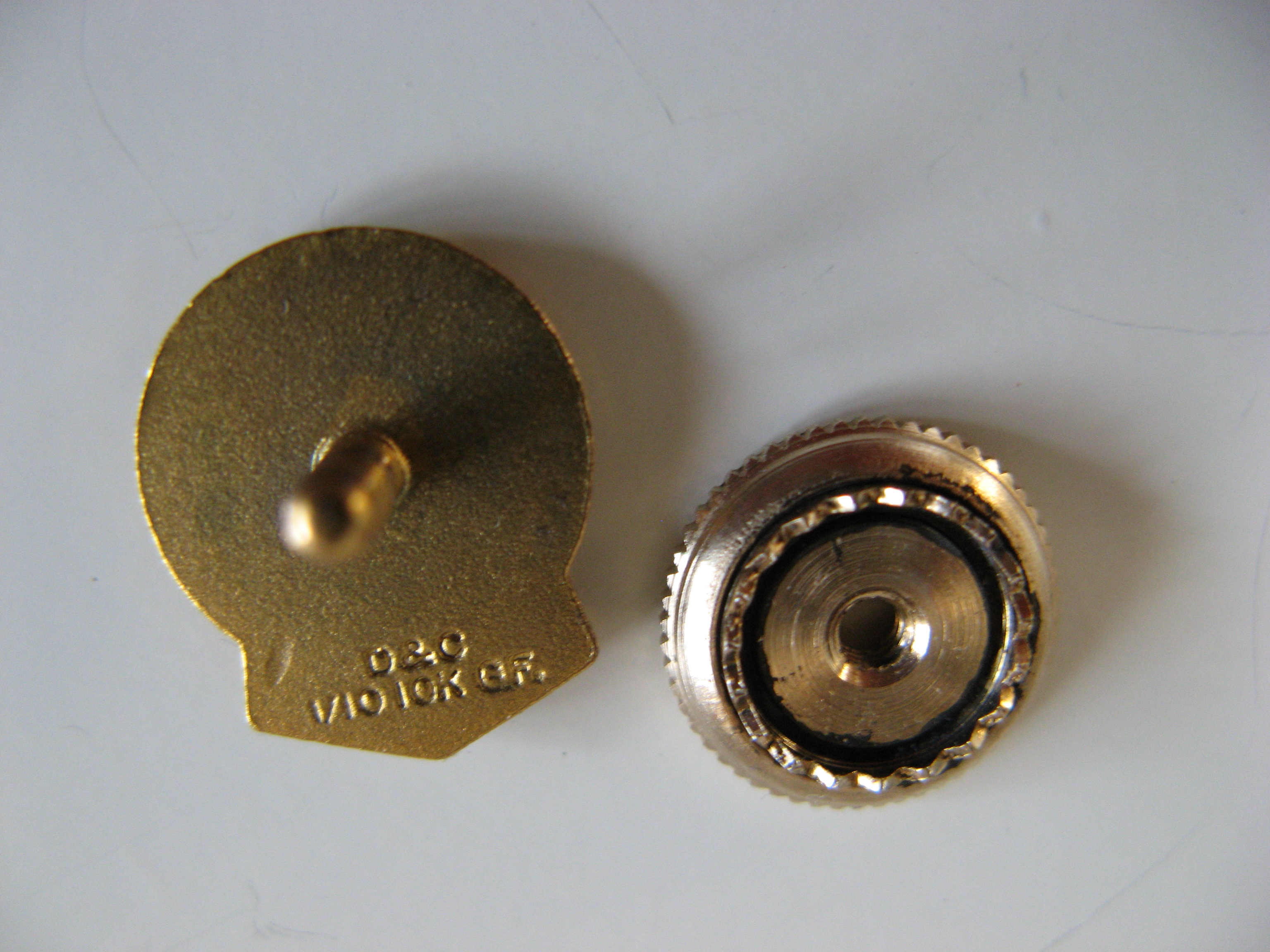
Attache à vis.
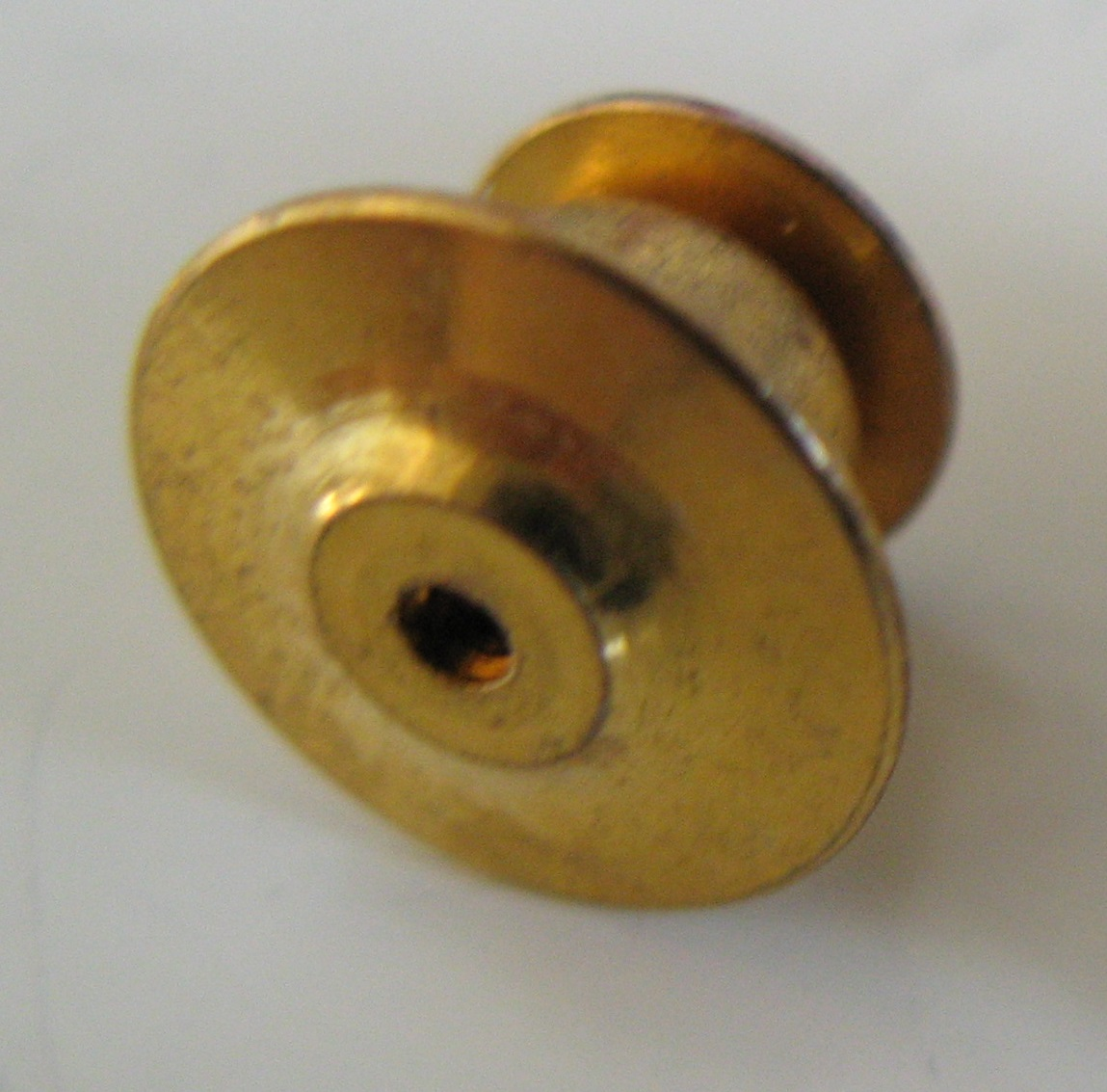
Attache à pompe.
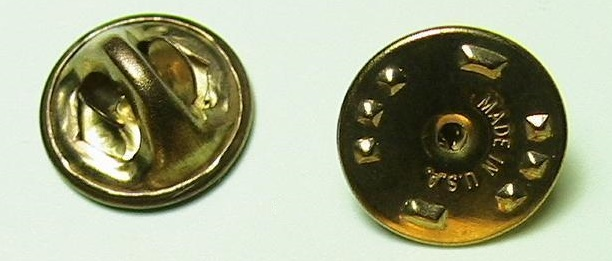
Attache papillon.
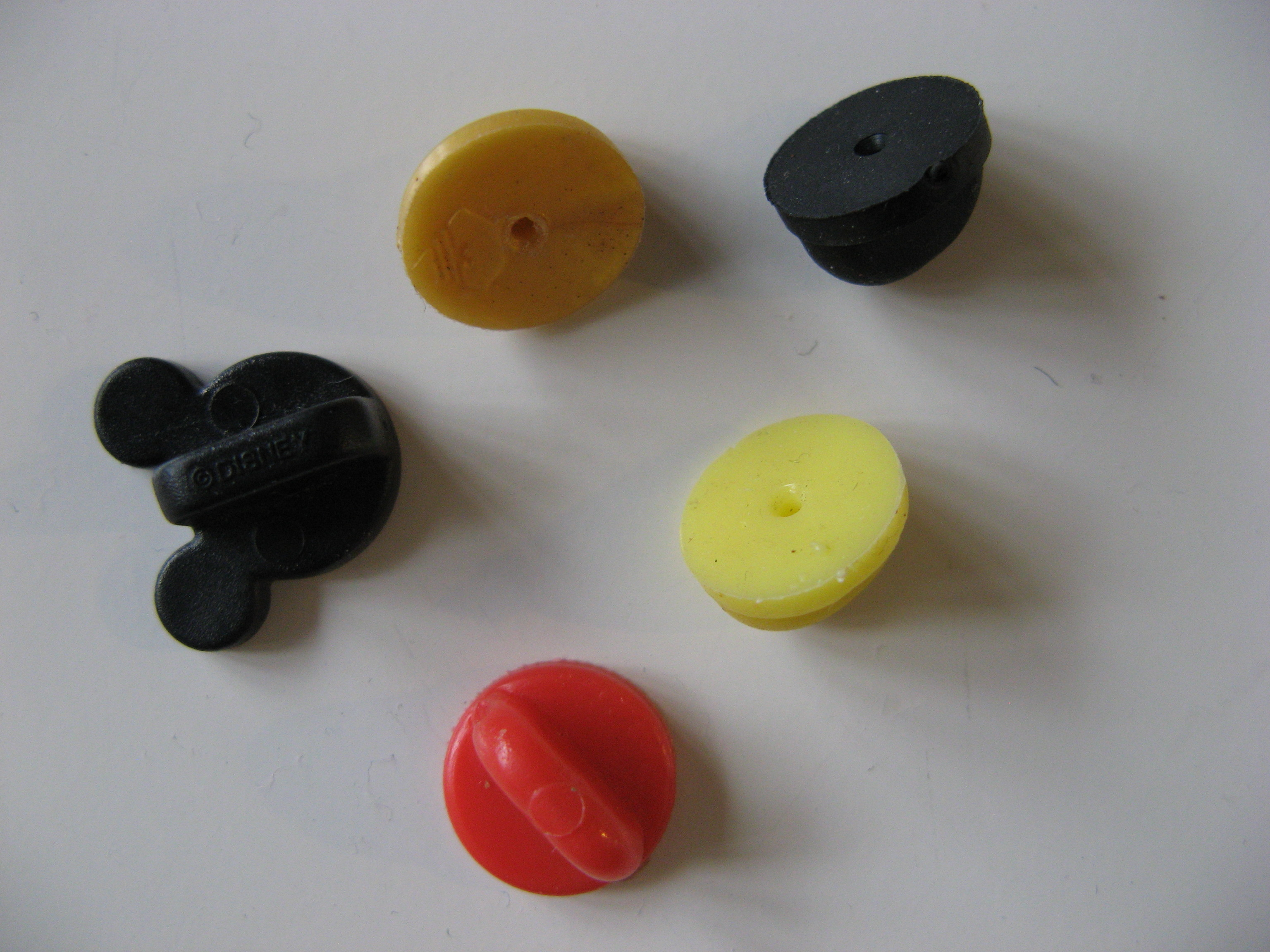
Attache en plastique.
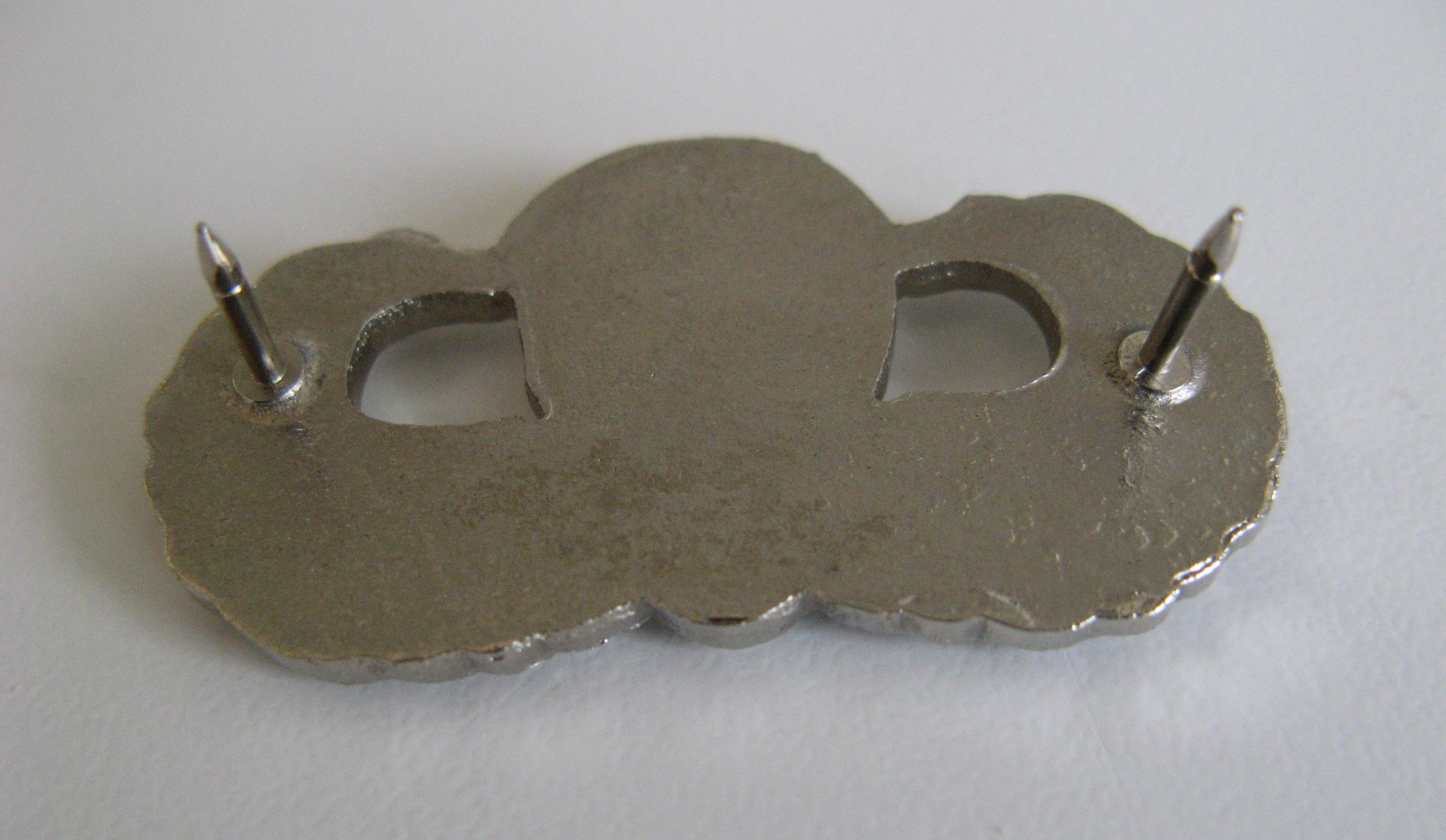
Dispositif de deux accroches rainurées.
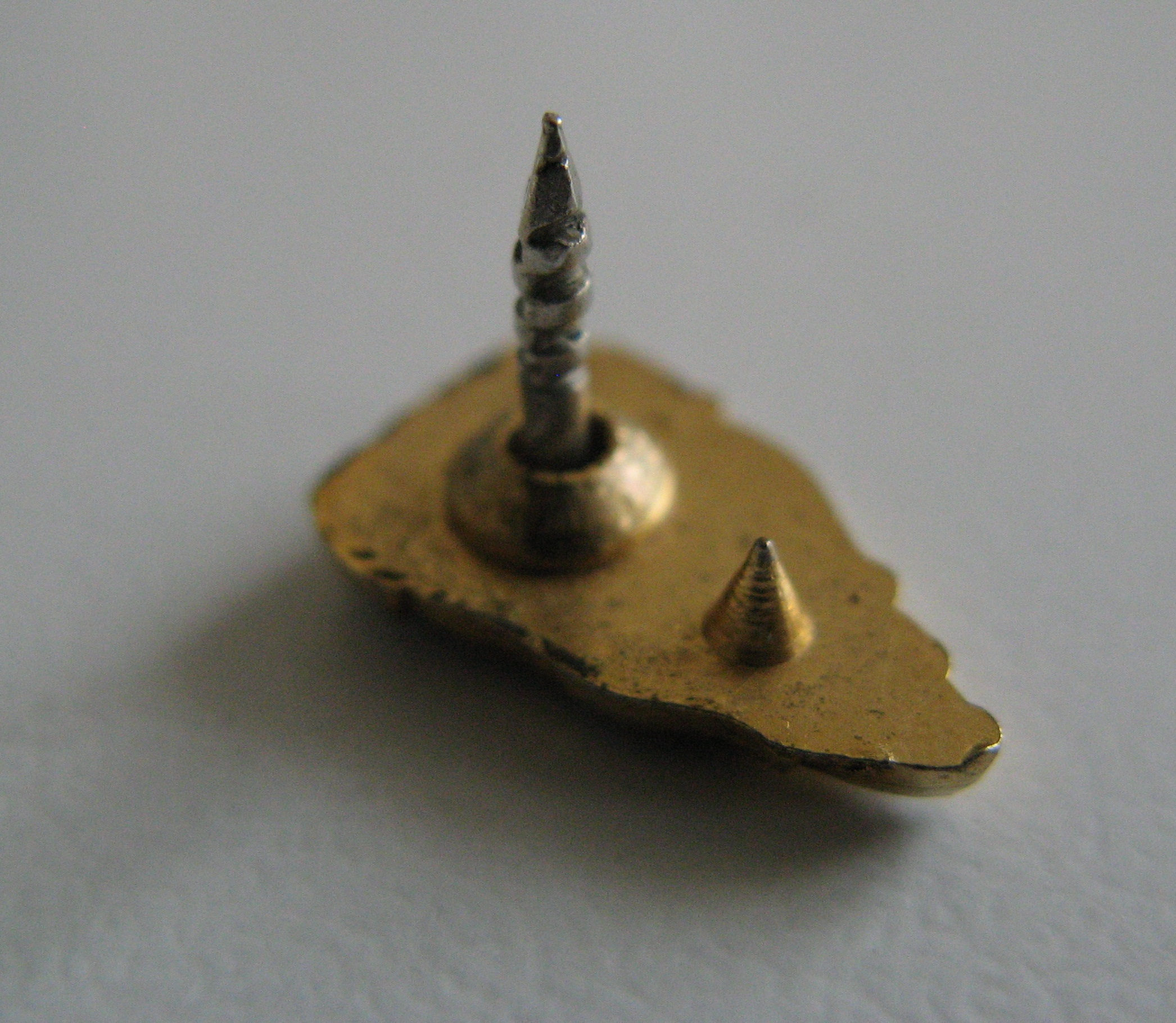
Dispositif d'une accroche cisaillée avec de multiples rainures et une dent d'ancrage.
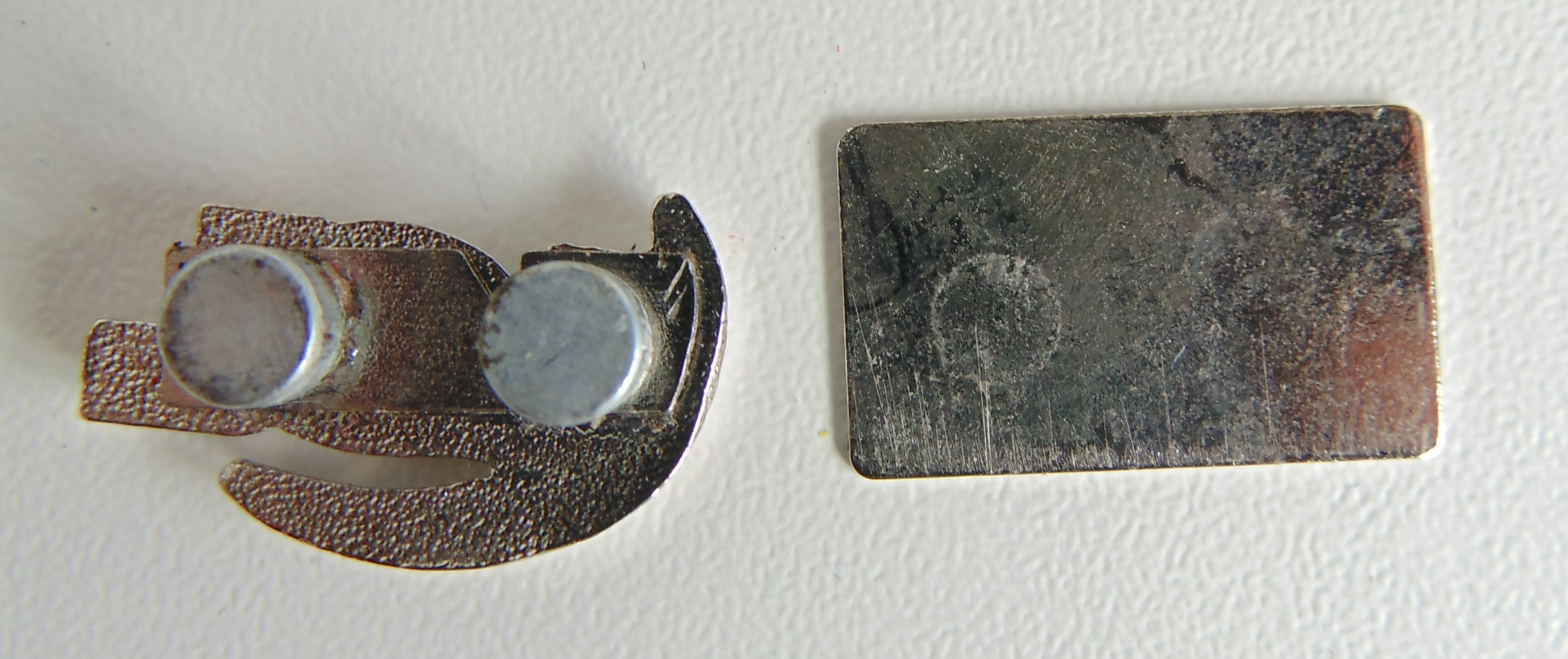
Pin's fixé avec 2 aimants.

### Le processus de fabrication
Outre la qualité de finition des attaches, on peut distinguer les méthodes de production suivantes : 
- EGF pour « émail grand feu », la meilleure qualité, utilisant des matrices en cuivre ou laiton, des émaux en poudre nécessitant des cuissons à plus de 800 °C et un polissage rigoureux. Technique aujourd'hui révolue car moins rentable et plus exigeante en compétences que d'autres.
- le zamac est composé de Zinc, Aluminium Magnésium et Cuivre (Kupfer) : il a une couleur jaune doré et est en principe d'une épaisseur assez grande (2 à 3 mm). Technique la plus utilisée aujourd'hui en raison de sa facilité d'application.
- EF pour l'appellation « émail à froid » est peint en relief, la peinture émail se trouvant dans les creux ; ils sont parfois peints à la main, comme des fabrications locales en Afrique pour des insignes militaires, non homologuées.
- Époxyde pour les pin’s ayant un genre de gélatine ou plastique lisse par-dessus l'EF.

Les pin’s haut de gamme sont généralement signés au verso (exemples : Arthus-Bertrand, maintenant produit par l'entreprise Drago Paris, Démons & Merveilles, SAGGAY, Corner-Coinderoux, LMI/TABLO, Fraisse, Winner, Stadium, MFS, JYS, DOUBLE SIX, etc.) ; ils ont souvent une épaisseur d'environ deux millimètres qui leur donne un certain relief.